# 三国峠 (群馬県・新潟県)
三国峠（みくにとうげ）は、日本の新潟県南魚沼郡湯沢町と群馬県利根郡みなかみ町の境を越える標高1,244メートルの峠。
日本海側と太平洋側を隔てる中央分水嶺上（越後山脈・三国山脈・谷川連峰）に位置しており、新潟県と群馬県の県境（上越国境）であるだけでなく、文化・習俗・言語・風習・食文化から気象に至るまで様々な境界として機能している。
狭義には旧三国街道の浅貝宿（現・湯沢町大字三国浅貝地区）と永井宿（現・みなかみ町永井地区）の間の山越え部分に該当する約14キロメートル（三里半、三里二六町、三里一八丁）を指す呼び名だが、広義には関東平野の端部である月夜野・沼田付近から越後側の平野部の入り口である湯沢付近までの山間地全体を含んだ呼び名として使われることもある。

## 概要
上信越高原国立公園に含まれ、峠下の群馬県側・新潟県側の両方から登山道（一部は旧三国街道と同じ道筋）があり、ぐんま県境稜線トレイル（三国・四万エリア）、中部北陸自然歩道「上州路三国峠のみち」、上信越自然歩道、三国路自然歩道、スノーカントリートレイル（道標M区間）に指定されている。
戦国時代の頃は峠を挟んで越後の上杉氏と関東の北条氏が睨み合った歴史を持つ。上杉謙信の関東遠征のための峠越えを特に「越山」と称し、直越（清水峠）、土樽越（両山越・蓬峠）と並んで軍事的な要衝として重要視された。
江戸時代には越後と江戸を最短距離で結ぶ三国街道の一部として整備され、米や紬、縮（越後上布）といった越後の様々な産物や佐渡へ送られる罪人・無宿人（水替人足）などの輸送経路として、また越後諸藩の参勤交代の大名行列が通るなど賑わったが、冬期の積雪、雪崩、夏場の集中豪雨による土砂災害や山岳地帯特有の気象の急激な変化など難所であった。
幕末の戊辰戦争の際には、三国峠の戦いが起こった。
明治時代になると、清水峠の開削によって一時的に主要幹線から外れたことや、碓氷峠経由の信越線が新潟と東京を結ぶ主軸となったことで交通量が激減し、従来の宿場町は多くの住民が生業の変更を余儀なくされた。
昭和になり、国道17号（三国トンネル）の開通により自動車での上越国境通過が可能になると、改めて関東と新潟を結ぶ物流の大動脈となる。交通の便が良くなったことで近隣の山野が切り開かれ、大規模なスキー場ができるなど景色が一変した。
その後、関越自動車道（関越トンネル）の開通により交通量は再び減少した。ただし、燃料や一部の薬品などの危険物を搭載した車輌は関越トンネルの通行が禁止されているため、現在でもこの峠を経由している。
バブル景気（スキーブーム）のころには、月夜野ICから苗場スキー場に向けてスキーヤーの車で大渋滞した。三国トンネルの老朽化などに伴い、2022年3月19日からは新三国トンネルが供用されている。

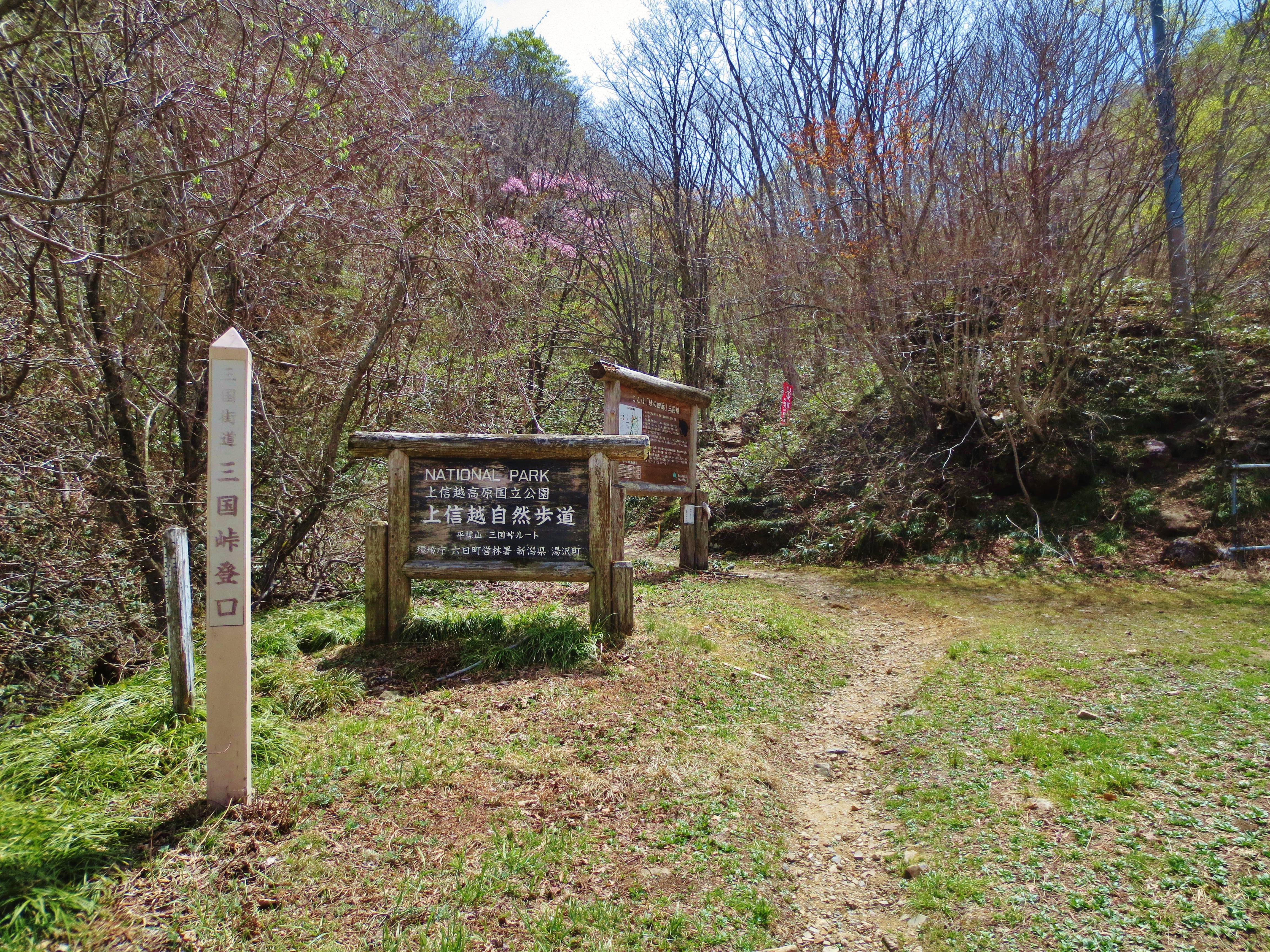
上信越自然歩道
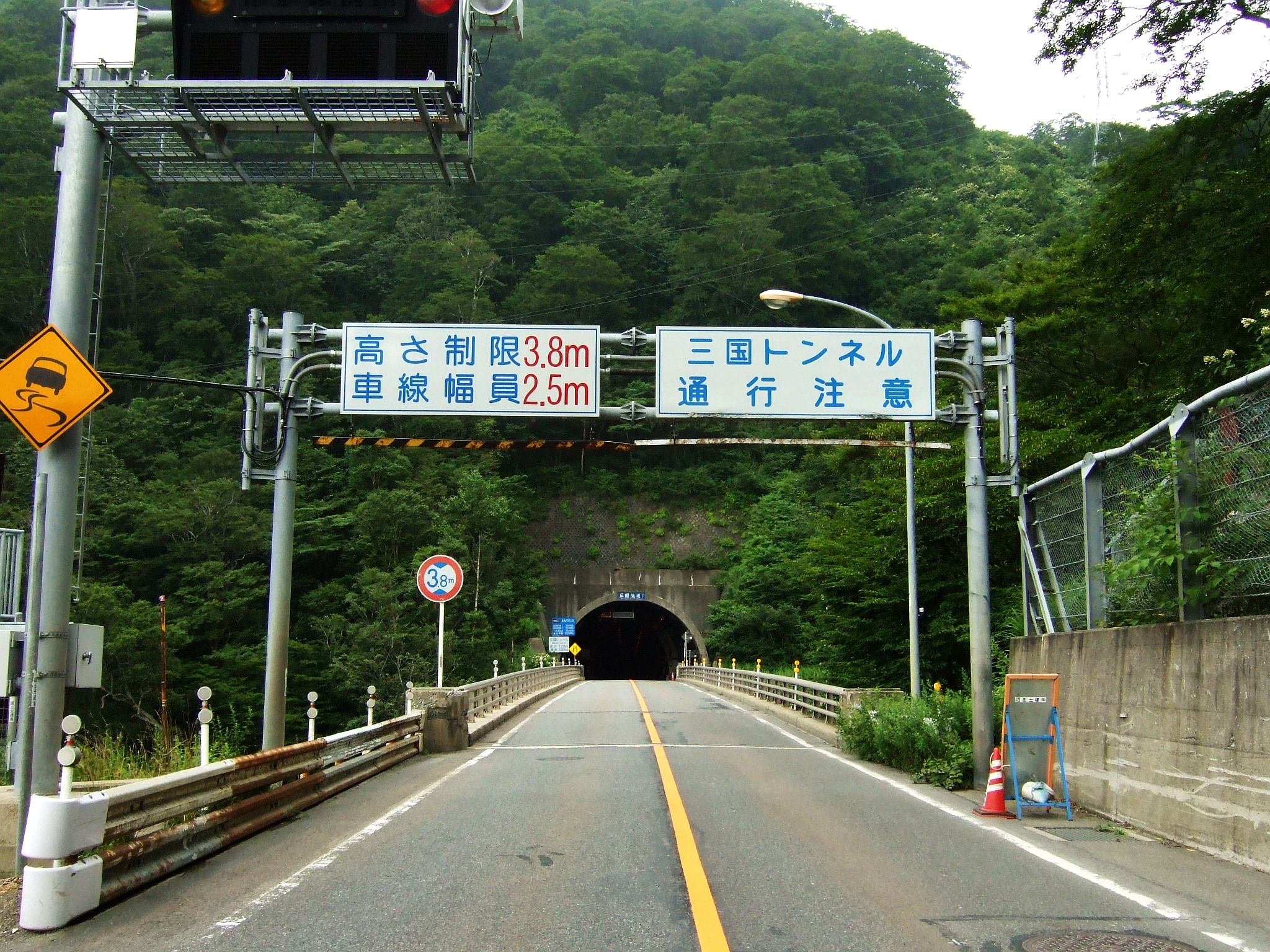
三国トンネルの群馬県側坑口（新三国トンネル開通前）
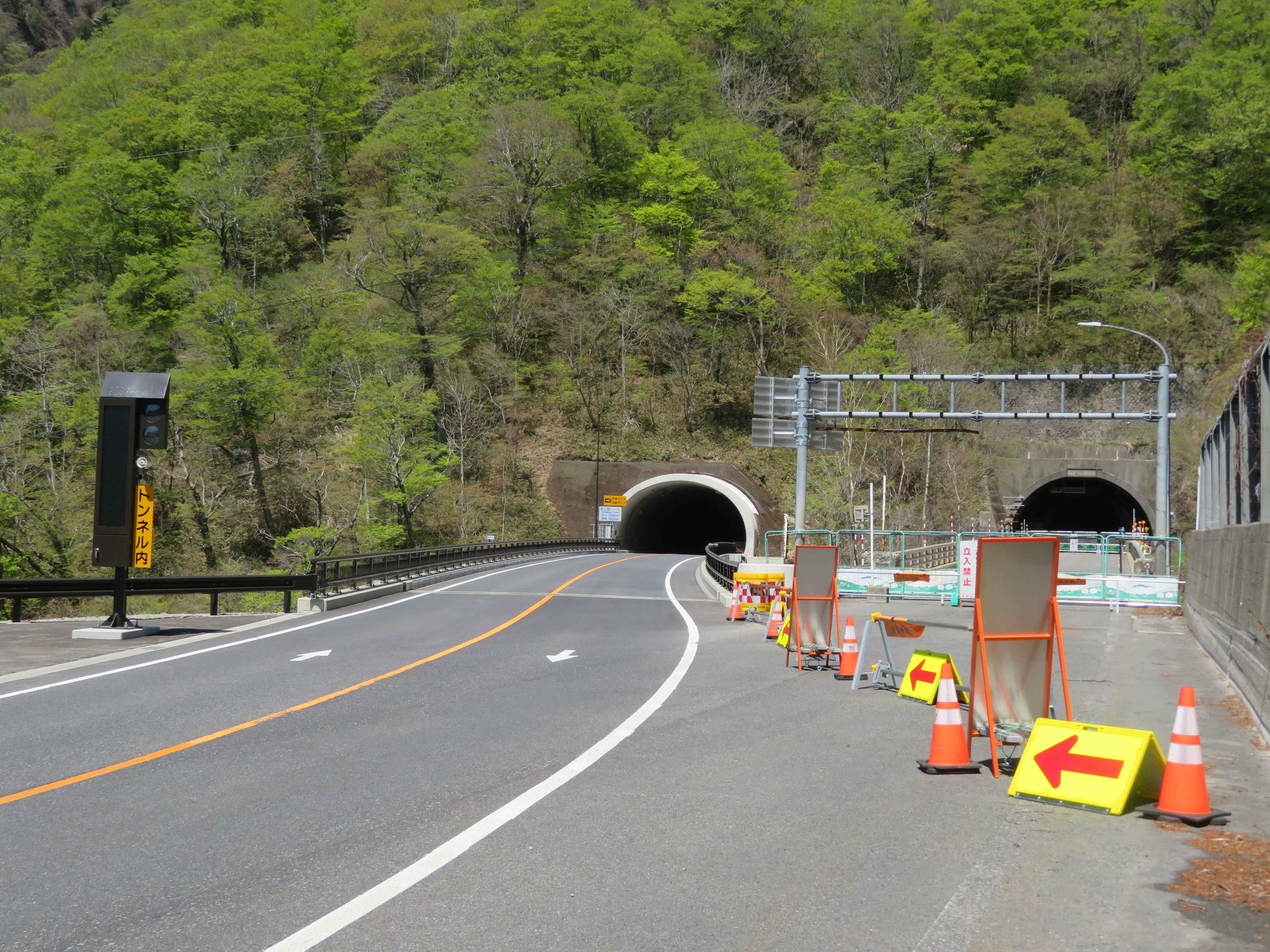
新三国トンネルの群馬県側坑口

## 名前の由来
三国とは古来より越後国（新潟県）、信濃国（長野県）、上野国（群馬県）の国境と信じられていたことによる（実際の境は更に西の白砂山）ほか、ここに立つことで上記の三国を一度に見渡せるからとも言う。付近にある三国山や三国村は三国峠にちなんで呼ばれるようになった。
峠上にある三国権現（御阪三社神社、三坂神社・御坂神社・三阪神社・三社明神などとも呼ばれる）は、弥彦、赤城、諏訪の三明神を合祀したもの。縁起によれば、延暦年間に坂上田村麻呂が上野国の白根の賊を討つために万座に陣を設けた時、上記の三社を祀って祈願したのが発祥で、万座から四万に移り、後に現在の位置に移動してきた。「御坂」は律令国家時代の国府に至る道筋に見られる名前で、碓井貞光や新田義貞の時代には四万から浅貝に抜ける道、いわゆる木の根宿通り（三坂峠）が主に使われていたが、歴史の項で述べるように、上杉氏の時代以降は現在の峠道がメインルートとして使われるようになった。なお「権現」という仏教風の名前は上杉謙信によって改められたとされる。明治時代の廃仏毀釈により、仏教的な呼称を避け、神社の名で呼ばれるようになった。8月27日が祭礼。

## 三国街道史跡
群馬県みなかみ町の猿ヶ京温泉、吹路集落と旧・永井宿から峠を越えて三国トンネルの新潟県湯沢町側までかつての三国街道の山道がほぼそのままの形で残されている（三国路自然歩道）。
- 猿ヶ京関所跡 - 猿ヶ京関所資料館
- 下馬のまがめ
- 民宿通り - おがんしょ巡り
- 申沢橋
- 猿沢の上り - 若山牧水『みなかみ紀行』に登場する
- 町野久吉の墓 - 旧トラックステーション近く
- 永井宿本陣跡 - 永井宿郷土館
- 自然歩道永井登り口（国道・旧道分岐地点）
- 三国古戦場
- 吉田善吉の墓
- 大般若塚 - 昔この辺りに出没した妖怪を三国峠で命を落とした人々の霊の怪異と考え、それを鎮めるために建立された
- 三坂茶屋跡
- 晶子清水 - 与謝野晶子に由来
- 長岡藩士の墓
- 駒返し
- くぐつが谷
- 三国峠（三国権現） - 上越国境 - 谷川連峰縦走路
- 権現様の清水
- 自然歩道湯沢登り口（三国トンネル入り口）

アクセス
県境（三国トンネル）を通過する定期路線は2021年現在では存在しない。
- 沼田駅、後閑駅または上毛高原駅から関越交通「猿ヶ京」行き路線バス
- 猿ヶ京バス停からみなかみ町営バスで「永井宿郷土館」バス停
- 越後湯沢駅から南越後観光バス「浅貝・苗場プリンスホテル」行き路線バス「西武クリスタル」バス停から徒歩およそ2km

## 歴史
- 中世以前 三国権現の縁起に坂上田村麻呂が、法師温泉の開湯伝説に弘法大師（空海）の名が残る
- 1486年（文明18年）
  - 道興准后が三国峠を越える（『廻国雑記』）[6]
  - 尭恵法印が三国峠を越える（『北国紀行』・三国峠の文献における初出）
- 1488年（長享2年） - 万里集九が三国峠を越える（『梅花無尽蔵』）
- 戦国時代 関東管領となった上杉謙信が、関東への足がかりとして整備。上杉氏の会津移封の後、堀直寄によって改良が進められる。
- 江戸時代 佐渡島への主要道路として、江戸幕府が整備
- 1740年（元文5年）2月5日 - 越後長岡藩の藩士7名と人足4名が罪人の移送中、雪災にあい遭難。
- 1803年11月13日（享和3年9月29日） - 第4次測量を終えた伊能忠敬が越える（測量日記 第7巻）
- 1818年（文政元年）卯月 - 十返舎一九が越える（『滑稽旅鴉』）
- 1819年（文政2年）閏四月 - 鈴木牧之が越える（『東海紀行』）
- 1840年（天保11年）7月 - 佐渡奉行の川路聖謨が越える（『島根のすさみ』）
- 1848年（嘉永元年）三国権現の社殿が建て直され、熊谷源太郎（小林源太郎）が彫刻を手掛ける[7]。
- 1868年（慶応4年）閏4月24日 - 三国峠を防衛拠点とし、大般若塚に陣地を構えた幕府勢力（会津藩兵）と関東方面から攻めてきた東山道督府の新政府軍との間で戦闘が起きる（戊辰戦争・三国峠の戦い）
- 同年5月17日 - 口留番所が廃止される
- 1869年（明治2年）1月20日 - 関所が廃止される
- 1876年（明治9年） - 東京から開港地新潟に至る道として一級国道認定
- 1882年（明治15年）2月27日、11月1日 - 森鷗外が越える（『北游日乗』、『後北游日乗』[8]）
- 1885年（明治18年） - 国道としての地位をこの年に開削された清水峠に譲り、県道となる。
- 1893年（明治26年） - 信越本線が直江津まで開通。更に北越鉄道と接続するなど新潟〜東京間の主要な交通手段が鉄道に移ったことで三国峠の交通量は激減する。
- 1920年（大正9年）4月1日 - 並行する国道があるからという理由で、三国峠は県道からも降格。
- 1921年（大正10年）4月1日 - 清水峠が実質的に通行不能であるため、三国峠が「沼田六日町線」として再び県道に指定。
- 1922年（大正11年） - 東京電力上越幹線・湯宿線の15万4千ボルトの送電線（旧：東京電燈・上越線、上越送電線）が架設される[9]。詳細は信越電力を参照。
- 1928年（昭和3年） - 直木三十五が下駄履きで越える（『大阪を歩く』）
- 1931年（昭和6年）9月 - 与謝野鉄幹と与謝野晶子が訪れる。
- 1934年（昭和9年） - 国道9号認定。大陸（新潟港）への輸送路（日満ルート）として整備の検討が行われる。
- 1937年（昭和12年） - 前橋市〜長岡市間の道路改良事業開始。空中測量と実地調査が行われる。
- 同年6月18日 - 北原白秋と町田嘉章が民謡（湯沢スキーシャンソン）の題材探しの途中で訪れる[10]
- 1939年（昭和14年） - 与謝野晶子が二度目の来訪。
- 1940年（昭和15年） - 三国国道改良計画起案。新治村吹路を起点とし、永井から法師に出て赤谷川支流西川の北側、唐沢山山腹、上越国境稜線鞍部にトンネル掘削、浅貝に至るもの（総延長16.2km）でほぼ現在の国道17号と同じ道筋。新治村湯宿に国道改良事務所が移転し、起工式が行われ、工事が始まるものの、第二次世界大戦の激化により2年で中断。
- 1952年（昭和27年） - 国道9号が国道17号に指定。沼田市に三国国道工事事務所が設置され、道路建設が再開。設計時には日本ではじめてクロソイド曲線が用いられた。この時には実際に採用された現在のルートの他に、法師の手前からムタコ沢沿いに沿って稲包山近傍をトンネルで抜ける別案も存在した。
- 1955年（昭和30年）10月22日 - 三国トンネル導坑貫通
- 1957年（昭和32年）12月 - 三国トンネル完成
- 1959年（昭和34年）6月15日 - 新治村の新巻小学校で三国国道開通式が行われる。これにより峠部分の工事（三国国道改築工事・総延長13.1km）が完成し、自動車での交通が可能になる。総事業費12億7944万円。その後も引き続き1965年（昭和40年）頃までに二居トンネル、芝原トンネルなどの工事が進められる（二居道路、三俣道路）。
  - 峠の新潟側は、群馬側と地形的に比較して好条件であり、良好な道路線形が取れること、また、新潟側としては関東地方に通ずる唯一の重視すべき道であったから、全通後もかなりのペースで道路改良（舗装工事や雪崩対策工事等）が進んだ。
- 1960年（昭和35年）6月4日 - 歌人の吉野秀雄が柏崎の郷土研究会主催の法師温泉1泊バス旅行（旅費1500円）に参加し三国トンネルを越える[11]。
- 1984年（昭和59年）10月 - 群馬県利根郡みなかみ町永井76-1（当時・新治村）に三国峠トラックステーション竣工[12]
- 1985年（昭和60年）10月2日 - 関越自動車道（関越トンネル）開通
- 1986年（昭和61年）12月 - 建設省高崎工事事務所によってクロソイド曲線記念碑が三国トンネル群馬県側坑口に近い三国除雪ステーションの隣（クロソイド記念広場）に作られた。
- 1990年前後 - スキーブームの到来による混雑
- 2012年（平成24年）9月 - 三国峠トラックステーションが諸般の事情により廃止[12]
- 2022年（令和4年）3月19日 - 新三国トンネルが開通[13]。

## 三国峠を題材・舞台とする作品について
戦国時代、特に上杉謙信や後北条氏、上杉景勝（御館の乱）等を描いた作品では多く登場する。
また堀部安兵衛を題材にした一部の作品で、仇討ちの場面の舞台として扱われることがある（小説『堀部安兵衛』、時代劇スペシャル『喧嘩安兵衛 決闘高田ノ馬場』など）。
三遊亭圓朝の『後の業平文治』に文治とお町が駕籠で越える場面がある。
池波正太郎の『鬼平犯科帳』シリーズでは大滝の五郎蔵親分の初登場エピソードで言及されている（文庫版4巻・ドラマ第1シーズン21話「敵」）。越後と上州の境にある三国峠の谷底の「坊主の湯」が盗金の隠し場所の一つという設定。
佐伯泰英の『居眠り磐音』17巻「紅椿ノ谷」ではクライマックスの決闘シーンに登場する。
司馬遼太郎の小説『峠』の序盤で河井継之助が冬の越後から江戸に出るために雪の三国峠越えをする描写があるが、これは司馬の創作で史実ではない。なお、実際に河井が越えた碓氷峠も峠越えが困難である点で共通している。
尭恵は『北国紀行』に「諏訪の海に 幣（ぬさ）と散らさば三国山 よその紅葉も神や惜しまむ」と記した。
与謝野晶子は1931年（昭和6年）9月に法師温泉から駕籠に乗って三国峠を訪れ、「わがあるは 三国の峠 たちわたる 霧の下こそ 越路なりけり」と詠った。三国街道の途中にある水場が晶子清水と名付けられた。
1959年6月23日公開の日活映画「その壁を砕け」や、1966年5月28日公開の東宝映画「アルプスの若大将」では、登場人物が自動車で東京から新潟に向かう途中、三国峠を越えるシーンが存在する。

### 歌曲など
- 湯沢スキーシャンソン（民謡）1937年　作詞：北原白秋 / 作曲：町田嘉章 - 30首ほどあるうちの2首が三国峠について歌ったもの。
- 『苗場音頭』（円山京子）　作詞：長谷川洋 / 作曲：永田哲也 編曲：山田年秋 - 近傍の苗場スキー場などと共に歌の題材になっている。
- 『あゝ三国峠』（三波春夫）1991年　作詞：三波春夫 / 作曲：猪俣公章 - 「三国峠は歴史の峠」と歌われている。
- 『雪荒野』（藤あや子）2004年　作詞：下地亜紀子 / 作曲：浜圭介
- 『三国路』（華かおり）2008年　作詞：早川たけお / 作曲：里見更
- 『三国馬子唄』（水落忠夫）1975年　原曲は「浅貝追分」「馬子唄三下がり」「三国道中馬方節」で、水落による採譜は1961年[14][15]。
- 『三宿追分』 民謡[16]
- 『流し追分』 民謡。山柴玉芝の作と言われる[16]

## その他
小林一茶の信州（あちゃ）と越後（そんま）の言葉の違いを詠んだ川柳「此処あちゃとそんまの国ざかひ」に上州（へい）を加えて「ここはへぇはちゃとそんまの国ざかい」とする古川柳がある。方言としては群馬県（べぇ）と新潟県（すけ）の境として「すけべえの泣き別れ」などとも言われる。
新人時代の田中角栄が選挙民向けに行った演説として、「三国峠をダイナマイトで吹っ飛ばすのであります。そうしますと、日本海の季節風は太平洋側に吹き抜けて越後に雪は降らなくなる。出てきた土砂は日本海に運んでいって埋め立てに使えば、佐渡とは陸続きになるのであります」というものがある。田中の後援会の名前は越山会という。
ロックミュージシャンの忌野清志郎は、自身が出演するフジロックフェスティバルの会場に向かうため、法師温泉から自転車（ロードバイク）で三国峠を越えて会場入りしていた。